# Proichthydioides remanei
Proichthydioides remanei är en djurart som tillhör fylumet bukhårsdjur, och som beskrevs av Fusa Sudzuki H. 1971. Proichthydioides remanei ingår i släktet Proichthydioides och familjen Proichthydiidae. Inga underarter finns listade i Catalogue of Life.